# Estreito Sullorsuaq
O estreito Sullorsuaq (grafia antiga: Suvdlorssuaq, em dinamarquês:  Vaigat) é um estreito na costa ocidental da Gronelândia, com cerca de 150 km de comprimento. Dispõe-se na direção noroeste-sudeste e permite a comunicação entre a baía de Baffin a oeste com a baía de Disko a leste; separa a península de Nuussuaq a norte da ilha Disko a sul. A costa norte pertence ao município de Ilulissat e a costa sul ao de Qeqertarsuaq (ambos da Gronelândia Ocidental); nas margens do estreito ficam as localidades Qullissat e Saqqaq.